# Comuna Tartakiv, Sokal
Tartakiv (în ucraineană Тартаків) este o comună în raionul Sokal, regiunea Liov, Ucraina, formată din satele Birkî, Kopîtiv, Romanivka și Tartakiv (reședința).

## Demografie
Componența lingvistică a comunei Tartakiv
     Ucraineană (99,74%)
     Alte limbi (0,25%)
Conform recensământului din 2001, majoritatea populației comunei Tartakiv era vorbitoare de ucraineană (99,74%), existând în minoritate și vorbitori de alte limbi.